# エターナルズ
エターナルズ（The Eternals）は、マーベル・コミックが刊行するアメリカン・コミックに登場する人型の架空の地球外生命体。それらはジャック・カービーによって創造され、The Eternals＃1（1976年7月）に初登場した。
マーベル・ユニバースでは、エターナルズはホモ・イモータリスとして知られる人類の分派であり、超人的な力と能力で地球を守るため、宇宙種族のセレスティアルによって100万年前に生み出された。彼らの主な敵は同様の起源を持ち、人類に定期的な脅威をもたらすディヴィアンツである。エターナルズは事実上不死であるため主に人間から身を隠し、彼らの神の様なステータスは世界中のさまざまな神話上の人物の基礎を形成した。
エターナルズは、マイティ・ソーやX-メンなどの他のタイトルとクロスオーバーするのに加えて、幾つかの独自のシリーズを持っている。彼らは、2021年11月5日に公開されたクロエ・ジャオ監督の長編映画『エターナルズ』でマーベル・シネマティック・ユニバースにデビューした。

## MCU版
遥か太古、絶対的存在である“セレスティアルズ”によって生み出された不死・不老の異星種族。外観は地球人やアスガルド人などのヒューマノイド型種族と同等だが、それぞれがコズミック・エネルギーを利用した超能力を持ち、彼らの特有の力やアイテム各種の多くには幾何学模様を基調としたコズミック・エネルギーが施されているのが特徴である。その一方で、容姿の変化や自己進化・成長を基本的にすることのない人造生命体として設計されていると共に、不死であるがゆえに記憶が延々と積み重なり、その重みで心が傷つくことがある。また、不死と言っても寿命が尽きないというだけであって、一定の殺傷力がある攻撃を受けるなどの外的要因で死に至ってしまうことまである。
セレスティアルズが彼らを生み出したのは、セレスティアルズの種が植えられたホスト惑星にて知的生命体の進化を促させ、知的生命体の数と精神エネルギーを一定以上に育て上げることで新たなセレスティアルズを「誕生・出現」させるためである。しかしその事実を知るエターナルズは極一部で、多くの者は「セレスティアルズによって惑星“オリンピア”からエターナルズの一員として選ばれ、知的生命体の天敵とされる“ディヴィアンツ”殲滅の使命を受けて目的の惑星へ遣わされ、ディヴィアンツ殲滅を果たせばオリンピアに帰還するための迎えが来る」という偽りの記憶を植え付けられ、新たなセレスティアルズが「出現」するとそれまでの記憶を消され、その記憶はディヴィアンツの研究のために保存され、また別の星で同じ任務につくということを繰り返していた。
プライム・エターナル（Prime Eternal）
エターナルズの中で、最も位が高い者に与えられる称号。後述の黄金の球をその証として体内に有し、セレスティアルズと謁見・交信する力を与えられている。
マアド・ウィアリー（Mahd Wy'ry）
記憶の消去を繰り返されたエターナルに発現するバグのような症状。消し損ねられた記憶の一部が残留したために、意識や記憶が混濁して退行状態のようになり、自身の意に反して周囲に襲い掛かってしまうこともある。
現在のところセナに発現しており、彼女を長年苦悩させている。

### エターナルズ（地球）
7000年前、セレスティアルズの要請を受け、ディヴィアンツから人類を守るために、プライム・エターナルのエイジャックの導きで地球に来訪した10人のエターナル。来訪間も無く彼らは、紀元前5000年のメソポタミアに降り立つと、使命を長年にわたって全うする傍らで人類と触れ合い、時には超能力を彼らの暮らしの補助などにも駆使して文明の発展に貢献するようになり、その姿から後の世に幾つもの神話として語り継がれていった
地球人類へ愛着を抱くようになると共に、使命か自分たちの人生かの二者択一に苦悩するようにもなっていった彼らだが、セレスティアルズに定められた「あくまで人類が自分たちの力で進歩していけるよう無闇に干渉せずに見守る」という掟から、自分たちの知識や力を過剰に提供・行使することを禁じられ、戦闘行為もディヴィアンツが現れた際に限られた。そのため、歴史上のさまざまな紛争などの人類の危機にも公の場に立って介入することは皆無だった。
このような制限は、人類に愛着を抱くようになった彼らにとっては辛いことだったが、1521年のテノチティトランにおけるディヴィアンツ全滅成功後に起こったセナの暴走や、ドルイグの離反を受けて、これからは皆自身の意志で生きていくことを決定し、一同は解散。頻発するようになった“超人”たちによる事件や戦闘に関与せず、現代まで500年以上もの間、地球に溶け込みつつそれぞれの暮らしを送っていた。
エイジャック（Ajak）
演 - サルマ・ハエック、日本語吹替 - 戸田恵子
ギリシア神話の英雄大アイアースとアステカ神話に登場する文化・農耕・風の神ケツァルコアトルのモデルである、ラテン系女性の姿をしたエターナル。先代プライム・エターナルにして、エターナルズの賢明で精神的なリーダーだった。
冷静沈着かつ落ち着き払った人柄とその知恵・指導力で、個性がバラバラな9人の仲間全員をまとめ上げ、厚い信頼を寄せられており、彼らに加えて太古の時代から地球と人類も陰ながら見守ってきた。
その役目から、長年にわたってセレスティアルズの“アリシェム”による他のセレスティアルズの誕生を幾多の星々で果たしており、7000年前の時点で地球に“ティアマット”を出現させるという使命もアリシェムと共有していた。だが、チームの解散後に世界中を旅して出会った人々と過ごし、彼らと地球への想いを深め、かつてと同様に人類を陰ながら見守り、解散した仲間たちも無事に暮らせるように時に直接邂逅して励ましていた。
現代においてはサウスダコタ州の草原に構えた自宅に暮らし、乗馬などに興じていた。そして、サノスによる“デシメーション”の後、“アベンジャーズ”が彼らを復活させたことを知り、人間の可能性を改めて信じ、彼らをティアマットの生贄とすることなく見守り続けることを決意して、イカリスにティアマット出現の阻止を提案したが、彼の造反によって現代に復活したディヴィアンツの下に差し向けられ、為す術もなくディヴィアンツに敗北。その治癒能力をクロに吸い取られ、絶命する。
セルシ（Sersi）
演 - ジェンマ・チャン、日本語吹替 - 恒松あゆみ
ギリシア神話の魔女キルケーのモデルである、アジア系女性の姿のエターナル。10人のエターナルズの中でも特に争い事を好まない位に穏やかで、ユニークな仲間たちのパーソナリティに少々押され気味なくらいに自己評価はそれほど高くないが、実戦向きの超能力を有していなくとも、いざとなればディヴィアンツに単身で挑もうとする勇敢さと芯の強さも持つ。だがエイジャック亡き後、エターナルズの新たなプライム・エターナルに任命され、紆余曲折の末にチームの中心人物として、秘めていたリーダーシップも発揮するようになる。
地球を初めて来訪した時から一目で気に入り、エイジャックにも影響させるほど人類に対して深い親和性と共感性を抱くようになって、彼らの生活も受け入れながら暮らしていた。その中で、何世紀にもわたってイカリスと恋愛・夫婦関係だったが、彼にはある時を境に去られるという過去があった。
チームの解散後は現代ではスプライトと2人でロンドンで暮らし、ロンドン自然史博物館の科学の学芸員として働きつつ、同僚のデイン・ウィットマンと交際中である。そこへ数百年ぶりに現れたディヴィアンツの襲来とイカリスとの再会を受けて事態を解決するためにエターナルズの再結成を図ろうとするが、頼りにしていたエイジャックの亡骸に直面したその後、彼女の後継者として自身が選ばれ、これによって知らされたエターナルズとセレスティアルズ、更にディヴィアンツの真実に当惑しつつ、また皆からなかなかリーダーと認められずにいたものの、ティアマット出現阻止に立ち上がる。
イカリス（Ikaris）
演 - リチャード・マッデン、日本語吹替 - 川田紳司
ギリシャ神話の若者イカロスのモデルである、ヨーロッパ系青年男性の姿のエターナル。エターナルズの最強の戦士にしてチームの先頭を走る戦術的リーダー。クールかつ道徳的でカリスマ性があり、強い責任感と高潔な精神、セレスティアルズへの忠誠心も持ち、エイジャックをはじめ皆からの人望も厚く、「リーダーに相応しい」と評される反面、使命に対する誇りから仲間としばしば衝突することがある。
セルシとは共に暮らすうちに恋人同士として交際し、エイジャックの後押しもあって西暦400年のグプタ帝国で結婚もしたが、バビロンにいた頃から自分たちが地球に来訪した真の理由をエイジャックから聞かされており、それをセルシに打ち明けられずに苦悩してしまい、それがきっかけで彼女の前から姿を消した。
チームの解散後、現代においてどのような暮らしを送っていたのかは不明だが、再会したエイジャックからティアマット出現阻止を提案されると、セレスティアルズに対する強い忠誠心から、エイジャックをディヴィアンツの群れに放って絶命させ、彼女の遺体をディヴィアンツに殺されたかのように偽装した。
そして数日後、ロンドンに現れたディヴィアンツを追っている最中、危機に瀕していたセルシやスプライトと再会し、エイジャックへの仕打ちやティアマット出現に関する自らの真意を隠しながらエターナルズ再結成に同行。セルシが新たなリーダーとなったことに複雑な心境となりつつも、彼女に従う意思を示す。
キンゴ（Kingo）
演 - クメイル・ナンジアニ、日本語吹替 - 杉田智和
バビロニア神話の神キングーのモデルである、パキスタン系壮年男性の姿をしたエターナル。チームで最も陽気かつムードメーカー的なお調子者で、地球で人間たちに紛れ、人知れず暮らすことを求められているエターナルズにありながら目立ちたがりで、有名人になりたいという願いを抱き、チームの解散後はかつてスプライトが多くの人々に語っていた創話に魅了されたことから、自身も物語を創る者になると決心し、インドのボリウッド映画のスターとしてのキャリアと富を築いた。そのセレブリティ生活を過ごす中で、自身の出自を秘匿するため、何世代にも渡る親族みな顔がそっくりな俳優一家の家系を装っている。
現代においても、ボリウッドで自ら中心となって映画製作にあたっていたが、再会したイカリスたちからのチーム再結成の要請には消極的な態度を見せた。しかし、付き人のカルーン・パテルの説得もあって応じエターナルズとして参加。何処か傍観者的な姿勢を取りながらも、皆に自家用機を提供して行動を共にした。
スプライト（Sprite）
演 - リア・マクヒュー、日本語吹替 - 金子睦
ケルト神話の妖精パックのモデルである 、10代前半ほどの白人少女の姿のエターナル。外見とは裏腹に年齢自体は他のエターナルズとほぼ同じ、チームの中で1・2を争うほど賢い頭脳派の一人であり、物語の創作が得意で、人類にエターナルズの活躍を物語として語り聞かせ、神話や伝承の元ネタを作った。そのこともあり、キンゴからは一目置かれていた。
だが、その幼く成長しない容姿ゆえに長年にわたって人間たちから子ども扱いされ、知り合った男性と関係を深められないなど人間社会にも馴染めず、そんな大人の暮らしを送れないことへの不満から人一倍孤独や疎外感を抱えている。また、イカリスへ密かに想いを寄せているも、ここでも容姿の問題から彼には一人の女性として意識されず、これらの経験から不機嫌そうな表情をしていることが多く、周囲への嫌味と文句も絶えない。
チーム解散後はキンゴと行動していたが、5年毎の引越しに嫌気がさした彼に置き去りにされ、エイジャックの元での暮らしを経て、現代ではロンドンでセルシと同居している。その最中に現れたディヴィアンツの襲来とイカリスとの再会を受けて、彼やセルシのエターナルズ再結成の旅に同行することになる。
ファストス（Phastos）
演 - ブライアン・タイリー・ヘンリー、日本語吹替 - 後藤光祐
ギリシャ神話の鍛治の神ヘーパイストスのモデルである、黒人中年男性の姿のエターナル。知的な発明家であり、控えめな物腰に見えるが、自らの発明を仲間たちへ熱心に解説したり、突然驚かしてきた者に対して興奮しながら叱りつけるなど、抑揚が激しい。また、ゲイである。
太古の時代から発明の才能と頭脳を用いて、人類のテクノロジーの進化や文明の発展を密かに支援し、チームの解散後も歴史の裏で同様の活動を続けていた。しかし、自分が与えた技術で生み出された原子爆弾が1945年に広島へ落とされて大勢の命を奪ったことで、涙するほど自分を責めて人間を見限り、彼らには極力関わらないことを誓った。それでも現代では平凡な人間の夫ベンと息子ジャックがおり、彼らとの平穏な暮らしを営みながら、人間の善良な心を見つけようと日々努力している。
そしてエターナルズ再結成のために自宅にやって来たセルシとイカリスから協力を依頼されると、当初はそれを固辞するも、家族からの後押しもあり、彼らとの生活を守るために再びチームに戻ることになる。
マッカリ（Makkari）
演 - ローレン・リドロフ、日本語吹替 - なし
ローマ神話の旅と商売の守護神メルクリウス（マーキュリー）のモデルである、黒人女性の姿のエターナル。聴覚障害を抱えるため、他者とのコミュニケーションに手話を用いる。人懐っこく、セナがマアド・ウィアリー発症で暴走してエイジャックがその改善にセナの記憶を消去しようと提案した際にはセナじゃなくなると意を唱えたなど仲間想いな心の持ち主で、ドルイグがチームの中で打ち解けている唯一の人物でもある。
チームの解散後は、仲間たちと数百年会わず、人間社会にも溶け込まなかった代わりに、自身の超高速移動能力を用いて地球を隅々まで探索し、豊富な知識を兼ね備えると共に、バビロンに埋没したドーモの中で引き籠って生活しつつ、故郷へ帰る日を待ち遠しく思っていた。
エターナルズ再結成のために自宅にやって来た仲間たちと再会すると、地球の危機に立ち向かうことを決意し、皆に加勢する。
ドルイグ（Druig）
演 - バリー・コーガン、日本語吹替 - 内山昂輝
ハイティーンの白人青年の姿のエターナル。常に仏頂面で、ひねくれた態度と言動が目立ち、イカリスや仲間の数名とはそりが合わないものの、マッカリとは親密な仲である。
1521年のディヴィアンツ全滅後に、テノチティトランで人類同士の闘争と虐殺を目の当たりにして、エターナルズに課せられた掟への失望を皆に強訴してチームから離脱。自らの能力で人類同士の闘争を終結させると、行方を晦ました。
エターナルズの仲間とは、交流を避けるほど数百年間距離を置き、現代ではアマゾンの奥地にて村落を構え、そこの長として暮らしている。有事の際には自身の超能力で操った村人たちを躊躇なく危険な戦闘に参加させてしまう傍らで、自身の能力で人類全てを自分の支配下に置いて暴力や飢餓などを無くそうとしたが、「欠点がなくなれば人間ではなくなる」という考えに至って断念した過去もあり、エターナルズの中で最も人類への関わり方に大きな疑問を抱きつつ彼らに情を寄せているとも言える男である。
エターナルズ再結成のために村落にやって来たかつての仲間たちと再会すると、セレスティアルズの真の目的にも大して驚きを示さず、当初はセルシたちへの同行を断ったが、彼女から「あなたが必要」と説得されると協力を決意し、行動を共にするようになる。
ギルガメッシュ（Gilgamesh）
演 - ドン・リー、日本語吹替 - 稲田徹
メソポタミア神話の伝説的な王ギルガメシュのモデルである、アジア系中年男性の姿のエターナル。その筋肉質で大柄な体躯に反さず、戦闘においても勇猛果敢な戦いぶりを見せるが、新たなリーダーに選ばれたセルシを励ましたり、皆と疎遠になっていたドルイグと交流もあるなど面倒見が良く、マッカリと同様に仲間を大切に思う気持ちは人一倍で、誰よりも優しく、仲間たちにユーモアも見せたり、美味な手料理をご馳走するほどの豪傑かつ好漢である。また、セナとは実戦でコンビネーションを組むパートナー関係である。
1521年のチーム解散時に、マアド・ウィアリーを発症したセナに寄り添うと誓って彼女を引き取り、以降はセナと人里離れてオーストラリアの原野に移り住み、現代まで父や兄のような役目で彼女を支えながら共に暮らしてきた。
セナ（Thena）
演 - アンジェリーナ・ジョリー、日本語吹替 - 深見梨加
ギリシャ神話の戦略の女神アテナのモデルである、ヨーロッパ系女性の姿のエターナル。エターナルズのなかで誰よりも戦いを愛し、熾烈な戦場のほうが平穏な場所よりも心が落ち着くと語る戦士で、冷たい雰囲気を放つほど無愛想に振る舞って、エターナルズの仲間たちにも心を開ききっていないが、唯一、実戦でコンビネーションを組むギルガメッシュとだけはパートナー関係を築いている。
かつてはディヴィアンツとの戦いにおいて大活躍していたが、1521年のディヴィアンツ全滅後にマアド・ウィアリーを患い、仲間にも危害を加えたことから自信を喪失。エイジャックから改善のために記憶を消去しようと提案されると自らの人格も変化してしまうと怯える脆さも見せたが、ギルガメッシュが手を差し伸べたため、記憶を留められていた。
解散後はギルガメッシュと共にオーストラリアの原野に移り住み、彼の助力を受けながらひっそりと生活し、悪化する症状に悩む日々を送っていた。

#### 超能力
エターナルズは、全員がコズミック・エネルギーに由来する特有のスーパーパワーを持っており、実戦に適した能力を持つ者たちは前線でディヴィアンツとの戦いに挑み、それ以外の特殊な目的に特化した能力を持つ者たちは後方支援にあたる。失敗と見做された実質的な兄弟種の関係にあたるディヴィアンツに対抗するために、セレスティアルズから与えられた。
物質変換
セルシが駆使する物体の操作能力。手で触れた物体の構造を自由自在に変化させ、別の物体へ変換させることができる。セルシはこの力を太古の時代から人間の生活の発展に役立てており、戦闘においても、敵の足元の石畳を砂に換えて相手を埋め込み、再び石畳に戻してその動きを封じたり、長い木の枝を強靭な突起物に変換して攻撃に使うなどのトリッキーな戦術を見せた。セルシがプライム・エターナルとなると生物にも効果を発現できるように力が進化し、更に後述の“ユニ・マインド”の効果が加わると巨大なティアマットを大理石に変換させたほか、スプライトの身体をエターナルから人間のものへと変質させている。
怪力
イカリスとギルガメッシュが有する超人級の物理的パワー。
浮遊飛行能力
イカリスが有する空中を浮揚し、高速で飛行する能力。
レーザービーム
イカリスが戦闘における主な攻撃技として両目から放つコズミック・エネルギーの高出力破壊光線。数秒間の照射も可能。
光球
キンゴが手の先から放つコズミック・エネルギーの破壊光弾。キンゴは指鉄砲を形作って水平に構えた両手の指先からこの光弾を連射する・または直接投げ込む攻撃を主戦法とし、両掌を合わせてより強力な光弾を生成し放つこともできる。
幻影生成
スプライトが駆使するコズミック・エネルギーによるリアルな幻影の投影能力。他人に擬態、全身の透明化、動作や発声もできる自身及び他者の分身の投影などができ、スプライトは、太古の人類にエターナルズの活躍を語り聞かせた際に、幻影の花火などを物語を盛り上げる特殊効果としても行使していた。
発明能力
ファストスが有するコズミック・エネルギーによる超常的な創造能力。想像と身振り・手振りによって十分な素材を浮かばせ、組み合わせるなどして、あらゆる高度な武器・道具を作りだすことができる。
超高速走行
マッカリが有する神速並の超スピード移動能力。マッカリは聴覚障害を持つことから移動の際の高周波に耐えられるという利点があるため、ソニックブームが発生する程の速度で惑星を偵察したり、それを応用した格闘戦や、猛烈な砂埃を発生させて敵の目眩ましに応用する攻撃を得意としている。
マインドコントロール
ドルイグが有するコズミック・エネルギーを使い他人の心を操る能力。操る対象者を目視しながら両目を光らせることで瞬時に効果が現れ、大勢の人間を同時に操れるほど効力は非常に高く、操った人物にドルイグ自身の意思を発声させることもできる。また、操られている状態の人物はドルイグの左手を向けられることで、コントロールを解かれる。
外骨格形成
ギルガメッシュが駆使する外骨格型のコズミック・エネルギー形成能力。ギルガメッシュは腕に形成して拳を強化し、驚異的な怪力を誇る豪腕による肉弾戦を主戦法とする。また、腕以外にも足に形成し、地面を強く踏み付けて起こした振動でその場の多数の物体を浮かばせる応用技も披露した。後にクロにこの力を奪われた。
治癒能力
エイジャックが駆使するあらゆる怪我や病気を瞬時に癒やす能力。着衣なども同時に修繕され、エターナルズや人間にも効果が現れることから、仲間に重宝された。後にクロにこの力を奪われた。
武器形成
セナが有する、手元にコズミック・エネルギーを武器の形に具現化させる能力。所持している武器の形をコズミック・エネルギーを瞬時に別の形状のものへ自在に変化させることもでき、この力でセナは、頭に思い浮かべた盾・短剣・長剣・槍斧・戦斧などを駆使する洗練された白兵戦法を得意とする。
ユニ・マインド（Uni-Mind）
ファストスが発案した、“1つの意識”の意味を持つ、複数のエターナルのエネルギーが融合・増幅して生み出され、1人に集約にされるコズミック・エネルギー。このエネルギーの生成には複数のエターナルが「お互いに接近している」ことが必要不可欠であり、生成を決意して宙に浮かび上がったエターナルズのエネルギーが真上に放出して一点集中し、脳のような形が形成されて、1人のエターナルに注がれる。
セルシたちはティアマット出現阻止の際に、現地にいたエターナルズのみならず、出現をはじめていたティアマットのエネルギーも取り込めたことによって、より強力なコズミック・エネルギーの生成を果たしている。
また、超能力以外では、全員が並の地球人以上の基礎的な身体能力や、生身のままマグマに埋め込まれたり、宇宙空間に滞在しても絶命することは無いほどの耐久力と生命力を有しており、英語での会話やマッカリとコミュニケーションを取るための手話を地球来訪時から披露していたことに加え、長年に渡って数多くの国々で暮らしてきたことから古代バビロニア語、ヒンディー語、シュメール語、スペイン語までを話す語学力まで有している。

#### アイテム・宇宙船
球体
プライム・エターナルの証である、黄金の球。スーパーボールほどのサイズで、プライム・エターナルの称号を有する者の胸に宿り、セレスティアルズと謁見・交信する力や、エターナルの超能力を増強させる効果を宿している。
地球に来訪したエターナルズのうち、長らくプライム・エターナルであったエイジャックが所有していたが、彼女の没後、チームの新たなリーダーに選ばれたセルシに宿った。
また、後述のエロス/スターフォックスも同様の球を所有している。
腕輪
ティアマット出現阻止のユニ・マインドのために、ファストスが作り上げたブレスレット。出現しようとしているティアマットのコズミック・エネルギーを遮断しつつエターナルズへ注ぐ目的で作られ、最初に組み立てていたものは反旗を翻したイカリスによって壊されてしまったが、後にセルシが有する黄金の球を改造したことにより、5人分のブレスレットが完成。ティアマット出現阻止の準備に入ったセルシたちの左腕に装着され、後にユニ・マインドを成功させる。
鎧（Celestial Armor）
光沢感ある幾何学模様や文字が刻まれたプレートアーマーがジャンプスーツに施された、エターナルズの戦闘服。ドーモ内部のアリシェムの偶像が構えられた広間にある各々のスペースに直立することで、アリシェムのエネルギーが各エターナルの身体の表面を包み、数秒で形成される。エターナルごとにラインディテールと配色が異なり、マントや、ローブ状の裾、前垂れ、スリットスカート、双角の冠、ヘッドアクセなど、特有のアレンジまで加えられている。装着しているエターナルが超能力を発動すると、それに合わせて幾何学模様も発光するが、ユニ・マインドの力を得た直後のセルシの鎧の幾何学模様は常時発光していた。
エターナルズは、地球来訪時からこの鎧に身を包んでおり、ディヴィアンツとの戦闘のほか、太古の時代の生活の中でも着込んでいることもあった。
チームの解散後、長らく使われることは無かったが、現代におけるティアマット出現を巡る戦いの際に、命を落としたエイジャックとギルガメッシュ、戦線から離れたキンゴを除くエターナルズが再び装着する。
短剣
セルシの自宅の引き出しにしまってあった刃物。刀身の峰の両面に、セルシの名が片仮名で縦に刻印されている。
ロンドンでクロの撃退後に、セルシの自宅で見つけたスプライトに持ち出され、ドルイグの集落での戦いでディヴィアンツ1体に対して使用されたほか、ティアマット出現阻止の際に、イカリスに味方したスプライトがこれでセルシを刺してしまった。しかし、セルシによって透明な液体に変えられ、抜き取られる。
ファストスのリング
ファストスが自作した専用の掌大のリングセット。大小さまざまなサイズの黄金のリングが、ファストスの手振りと意思で土星の環のように空間に浮き、足場の構成、ホログラムの投影、ドーモの遠隔操作、コズミック・エネルギー探知、黄金の球の取り出し、破壊光弾発射やエナジーロープで繋がった捕縛装置にもなる手甲の形成、分散するチャクラム、エナジー・シールド展開など、多数の形状への変形と機能を有する万能アイテムである。
ファストスは、これを研究開発から調査、戦闘にまで駆使し、三面六臂とも言える役割をこなす。
ドーモ（Domo）
エイジャックたちが地球に遣された際に乗り込んでいた宇宙船。無骨な金継ぎの石盤そのものといった外観ながらも、高速での飛行能力やクローキング能力を備えており、内部は洞窟のような通路や、皆が集うことが多いファストスのラボ、アリシェムの偶像が構えられた広間が構えられている。
西暦575年の時点でバビロンの空中庭園の中層部に隠され、長らく彼らの拠点として使用されていたが、チームの解散後は廃墟と化した空中庭園もろとも地面に埋没した。
しかし、この船自体は劣化・破損することなく地中で現存しており、現代においてはマッカリが住居として利用し、引き篭もっていた。そして、ティアマット出現阻止の際に、再集結したエターナルズに運用されてインド洋へ飛んだが、セルシたちに反旗を翻したイカリスに撃墜されてしまった。
ティアマット出現阻止後はファストスによって修理され、他のエターナルズを探すためにマッカリ、ドルイグ、セナが乗り込み宇宙へ飛ぶ。
またドルイグやエイジャックがウィンチェスターM1300を使用したほか、セルシがレクサス・NXを自家用車として運転し、キンゴは前述の自家用機のほかにも、所有するレクサス・LSをカルーンに運転させていた。

### エターナルズ（外宇宙）
エロス / スターフォックス（Eros / Starfox）
演 - ハリー・スタイルズ、日本語吹替 - 石川界人
惑星“タイタン”の王子にしてサノスの弟であり、宇宙を旅する冒険家と称される白人青年の姿のエターナル。爽やかで礼儀正しく、ティアマット出現から地球を救って宇宙へ旅立ったセナ、マッカリ、ドルイグが搭乗するドーモの船内に家臣のピップ・ザ・トロールと共にテレポートで突如現れ、自身も黄金の球を持っていると明かすと共に、アリシェムに連れ去られたセルシたちの危機を警告し、彼女たちの居場所と助ける方法を知っていると伝える。

### 活躍
『エターナルズ』